# Viktor Vasyl'ovyč Kuznecov
Viktor Vasyl'ovyč Kuznecov (in ucraino Віктор Васильович Кузнецов?, in russo Виктор Васильевич Кузнецов?, Viktor Vasil'evič Kuznecov; Kamenolomnja, 25 febbraio 1949) è un ex calciatore sovietico dal 1991 ucraino, di ruolo centrocampista.
È il fratello di Serhij Vasyl'ovyč Kuznecov.

## Statistiche

### Cronologia presenze e reti in Nazionale
| Cronologia completa delle presenze e delle reti in nazionale ― Unione Sovietica | Cronologia completa delle presenze e delle reti in nazionale ― Unione Sovietica | Cronologia completa delle presenze e delle reti in nazionale ― Unione Sovietica | Cronologia completa delle presenze e delle reti in nazionale ― Unione Sovietica | Cronologia completa delle presenze e delle reti in nazionale ― Unione Sovietica | Cronologia completa delle presenze e delle reti in nazionale ― Unione Sovietica | Cronologia completa delle presenze e delle reti in nazionale ― Unione Sovietica | Cronologia completa delle presenze e delle reti in nazionale ― Unione Sovietica |
| Data                                                                            | Città                                                                           | In casa                                                                         | Risultato                                                                       | Ospiti                                                                          | Competizione                                                                    | Reti                                                                            | Note                                                                            |
| ------------------------------------------------------------------------------- | ------------------------------------------------------------------------------- | ------------------------------------------------------------------------------- | ------------------------------------------------------------------------------- | ------------------------------------------------------------------------------- | ------------------------------------------------------------------------------- | ------------------------------------------------------------------------------- | ------------------------------------------------------------------------------- |
| 29/06/1972                                                                      | San Paolo                                                                       | Uruguay                                                                         | 0 – 1                                                                           | Unione Sovietica                                                                | Coppa d'Indipendenza Brasiliana                                                 | -                                                                               | 71’                                                                             |
| 02/07/1972                                                                      | Belo Horizonte                                                                  | Argentina                                                                       | 1 – 0                                                                           | Unione Sovietica                                                                | Coppa d'Indipendenza Brasiliana                                                 | -                                                                               | 65’                                                                             |
| 06/07/1972                                                                      | Belo Horizonte                                                                  | Portogallo                                                                      | 1 – 0                                                                           | Unione Sovietica                                                                | Coppa d'Indipendenza Brasiliana                                                 | -                                                                               |                                                                                 |
| 13/05/1973                                                                      | Mosca                                                                           | Unione Sovietica                                                                | 1 – 0                                                                           | Irlanda                                                                         | Qual. Mondiali 1974                                                             | -                                                                               |                                                                                 |
| 26/05/1973                                                                      | Mosca                                                                           | Unione Sovietica                                                                | 2 – 0                                                                           | Francia                                                                         | Qual. Mondiali 1974                                                             | -                                                                               | 60’                                                                             |
| 10/06/1973                                                                      | Mosca                                                                           | Unione Sovietica                                                                | 1 – 2                                                                           | Inghilterra                                                                     | Amichevole                                                                      | -                                                                               | 46’                                                                             |
| 05/08/1973                                                                      | Mosca                                                                           | Unione Sovietica                                                                | 0 – 0                                                                           | Svezia                                                                          | Amichevole                                                                      | -                                                                               |                                                                                 |
| 26/09/1973                                                                      | Mosca                                                                           | Unione Sovietica                                                                | 0 – 0                                                                           | Cile                                                                            | Qual. Mondiali 1974                                                             | -                                                                               |                                                                                 |
| Totale                                                                          |                                                                                 | Presenze                                                                        | 8                                                                               |                                                                                 | Reti                                                                            | 0                                                                               |                                                                                 |